# Пекан
Пекан (латински Carya illinoinensis) је врста ораха која потиче из јужних Сједињених Држава и северног Мексика у региону реке Мисисипи.
Дрво се узгаја због семена првенствено у америчким државама Џорџија,  Њу Мексико,  и Тексас и у Мексику. Семе је јестив орашасти плод који се користи као ужина и у разним рецептима, као што су пралине и пита од пекана. Пекан је државни орах Алабаме, Арканзаса, Калифорније, Тексаса и Луизијане, а такође је и државно дрво Тексаса.

## Име
Пекан потиче од алгонкинске речи која се на различите начине односи на пекане и орахе.  Постоји много изговора, неки регионални, а други не.  У Сједињеним Државама постоји мало сагласности у вези са „тачним“ изговором, чак и регионално. 
1927. године, међутим, Национална асоцијација узгајивача пекана признала је варијанте изговора, док је један означила као званичан и исправан: „изговара се као да се пише pea-con ... од оних који имају навику да користе било који други изговор стога се од сада тражи да усвоје искључиво изговор који је горе наведен и овим усвојен од стране Удружења.“ 

## Раст
Дрво пекана је велико листопадно дрво, нарасте до   20-40 метара по висини.  Обично има ширину од 12-23 метара са пртљажником до 2 метара у пречнику. 

## Култивација
Иако су дивљи пекани били добро познати међу староседеоцима и колонијалним Американцима као посластица, комерцијални раст пекана у Сједињеним Државама није почео све до 1880-их.  Од 2014. године, Сједињене Државе су произвеле годишњи род од 119.8 милиона килограма, са 75% укупног усева произведеног у Џорџији, Новом Мексику и Тексасу. Могу се узгајати у зонама отпорности, а најбоље расту тамо где су лета дуга, врућа и влажна. Жетва орашастих плодова за узгајиваче је обично око средине октобра.
Изван Сједињених Држава, Мексико производи скоро половину укупне светске производње, слично као у Сједињеним Државама, што заједно чини 93% глобалне производње.  Дрвеће пекана захтева велике количине воде током вегетације, а већина воћњака у региону користи наводњавање од поплава како би оптимизовала потрошњу воде и производњу зрелих пекана.  Генерално, два или више стабала различитих сорти морају бити присутна да би се међусобно опрашили. 

### Програми узгоја и селекције
Активни узгој и селекцију спроводи Служба за пољопривредна истраживања са растућим локацијама у Браунвуду и Колеџ Стејшону. Универзитет Џорџије има програм оплемењивања у кампусу Тифтон који ради на одабиру сорти пекана прилагођених суптропским условима узгоја на југоистоку САД.
Док се селекциони рад обавља од касног 19. века, већина површина ораха пекана који се данас узгајају су старијих сорти, као што су 'Стјуарт', 'Шели' и 'Еллиот', са познатим недостацима, али и са познатом производњом. потенцијал. Сорте као што је 'Еллиот' постају све популарније због отпорности на краставост.  Дуго време циклуса за стабла ораха ораха плус финансијска разматрања налажу да нове сорте прођу кроз опсежан процес провере пре него што буду широко засађене. Бројне сорте добро рађају у Тексасу, али не успевају на југоистоку САД због повећаног притиска болести. Програми селекције су у току на државном нивоу, а Алабама, Арканзас, Флорида, Џорџија, Канзас, Мисури, Нови Мексико и други имају пробне садње.
Сорте прилагођене од јужног нивоа држава на северу преко неких делова Ајове, па чак и до јужне Канаде, доступне су у расадницима. Производни потенцијал значајно опада када се засади северније од Тенесија. Већина напора у оплемењивању сорти прилагођених северу нису биле довољно велике да би значајно утицале на производњу. Сорте које су доступне и прилагођене у зонама 6 и даље на северу су скоро у потпуности селекције са дивљих састојина. Канза, северно-прилагођено издање из програма узгоја, је калемљени пецан пецан високе продуктивности и квалитета, и отпоран на хладноћу. 

## Коришћење
Семе пекана је јестиво, богатог, путерастог укуса. Могу се јести свеже, печене или користити у кувању,  посебно у слатким десертима, као што је пита од пекана, традиционално јужно јело САД. Пекан путер је такође уобичајен укус у колачићима, колачима и сладоледима. Пекани су значајан састојак америчких пралина.  Остале примене кувања са пеканом укључују уље од пекана.
Дрво пекана се користи за израду намештаја и дрвених подова,  као и за ароматизирање горива за димљење меса, дајући храни са роштиља слатки и орашасти укус. 

## Симболизам
1919., 36. законодавна скупштина Тексаса учинила је дрво пекана државним дрветом; 2001.  је проглашен за званични државни „здравствени орах“, а 2013. пита од пекана је постала званична пита државе.  Град Сан Саба тврди да је „Светска престоница пекана“ и да је место „Мајчиног дрвета“, сматра се извором производње државе кроз своје потомство.  
Алабама је 1982. прогласила пекан за званични државни орах  Арканзас га је усвојио као званични орах 2009.  Калифорнија га је усвојила, заједно са бадемом, пистаћима и орасима, као један од четири државна ораха 2017.  Луизијана, позната по пралинама, усвојила је пекан као свој званични државни орах 2023.  Оклахома је донела званични државни оброк који је укључивао питу од пекана 1998. 

## Галерија
- Клијање пекана
- Незрели плодови пекана
- Зрели пекан на дрвету
- Carya illinoinensis
- Ољуштени и неољуштени печени
- Дрво пекана у Оклахоми пуно плодова
- Велико дрво пекана у Оклахоми
- Данско пециво преливено пеканима и јаворовим сирупом